# Высочка (Вологодская область)
Высочка — деревня в Вологодском районе Вологодской области.
Входит в состав Семёнковского сельского поселения, с точки зрения административно-территориального деления — в Семёнковский сельсовет.
Расстояние по автодороге до районного центра Вологды — 17,5 км, до центра муниципального образования Семёнково — 9,5 км. Ближайшие населённые пункты — Зеленино, Вепрево, Окунево, Обухово, Дубровское.
По переписи 2002 года население — 3 человека.